# Перевоплощённый
Перевоплощённый (англ. Reincarnated, другое название — Реинкарнация) — документальный фильм режиссёра Энди Кэппера. Премьера фильма состоялась на Международном кинофестивале в Торонто 7 сентября 2012 года. Официально стал доступен 21 марта 2013 года. Этот фильм также есть в альбоме «Reincarnated». Фильм был снят Энди Кэппером из журнала Vice Magazine.

## Сюжет
Рэппер Снуп Догг меняет сценическое имя на Снуп Лайон (англ. Snoop Lion) и отправляется на Ямайку. Там он принимает Растафарианство и записывает свой первый альбом в стиле рэгги.

## Номинации
2013 — Фестиваль «South by Southwest»: номинация на премию «Audience Award».